# Alsodes
Alsodes – rodzaj płazów bezogonowych z rodziny Alsodidae. 

## Zasięg występowania
Rodzaj obejmuje gatunki występujące w Chile i Argentynie.

## Systematyka

### Etymologia
- Alsodes: gr. αλσωδης alsōdēs „leśny”[8].
- Hammatodactylus: gr. άμμα hamma, άμματος hammatos „węzeł, pętla”[9]; δακτυλος daktulos „palec”[10]. Gatunek typowy: Cystignathus nodosus Duméril & Bibron, 1841.
- Eusophus: gr. ευ eu „dobrze, dobry, prawdziwy”[11]; σοφος sophos „zręczny”[12]. Gatunek typowy: Cystignathus nodosus Duméril & Bibron, 1841.
- Cacotus: gr. κακος kakos „zły”[13]; ους ous, ωτος ōtos „ucho”[14]. Gatunek typowy: Cacotus maculatus Günther, 1869.
- Telmalsodes: zbitka wyrazowa nazw rodzajów: Telmatobius Wiegmann, 1834 oraz Alsodes Bell, 1843[6]. Gatunek typowy: Telmatobius montanus Lataste, 1902.

### Podział systematyczny
Do rodzaju należą następujące gatunki:

- Alsodes australis Formas, Úbeda, Cuevas & Nuñez, 1997
- Alsodes barrioi Veloso, Diaz, Iturra-Constant & Penna, 1981
- Alsodes cantillanensis Charrier, Correa, Castro & Méndez, 2015
- Alsodes coppingeri (Günther, 1881)
- Alsodes gargola Gallardo, 1970
- Alsodes hugoi Cuevas & Formas, 2001
- Alsodes igneus Cuevas & Formas, 2005
- Alsodes kaweshkari Formas, Cuevas & Nuñez, 1998
- Alsodes montanus (Lataste, 1902)
- Alsodes monticola Bell, 1843
- Alsodes neuquensis Cei, 1976
- Alsodes nodosus (Duméril & Bibron, 1841)
- Alsodes norae Cuevas, 2008
- Alsodes pehuenche Cei, 1976
- Alsodes tumultuosus Veloso, Iturra-Constant & Galleguillos-G., 1979
- Alsodes valdiviensis Formas, Cuevas & Brieva, 2002
- Alsodes vanzolinii (Donoso-Barros, 1974)
- Alsodes verrucosus (Philippi, 1902)
- Alsodes vittatus (Philippi, 1902)